# Würzburg járás
Würzburg járás egy bajor járás Alsó-Frankföldön, 158 026 lakossal (2012). A járás székhelye Würzburg. Lakosainak száma 161 340 fő (2017. december 31.). Würzburg járás Würzburg, Kitzingen, Schweinfurt, Main-Spessart, Main-Tauber és Neustadt an der Aisch-Bad Windsheim járásokkal határos.

## Népesség
A település népessége az elmúlt években az alábbi módon változott:
| Lakosok száma | 121 650 | 138 261 | 158 026 | 158 580 | 159 253 | 160 427 | 161 041 | 161 340 | 161 834 |
|               | 1970    | 1987    | 2012    | 2013    | 2014    | 2015    | 2016    | 2017    | 2019    |

## Városok és községek
| Városok 1. Aub 2. Eibelstadt 3. Ochsenfurt 4. Röttingen Községek vásárjoggal 1. Bütthard 2. Eisenheim 3. Frickenhausen am Main 4. Gelchsheim 5. Giebelstadt 6. Helmstadt 7. Höchberg 8. Neubrunn 9. Randersacker 10. Reichenberg 11. Remlingen 12. Rimpar 13. Sommerhausen 14. Winterhausen 15. Zell am Main Községtelen területek (55,16 km²) 1. Gramschatzer Wald (22,27 km²) 2. Guttenberger Wald (18,07 km²) 3. Irtenberger Wald (14,82 km²) | Községek 1. Altertheim 2. Bergtheim 3. Bieberehren 4. Eisingen 5. Erlabrunn 6. Estenfeld 7. Gaukönigshofen 8. Gerbrunn 9. Geroldshausen 10. Greußenheim 11. Güntersleben 12. Hausen bei Würzburg 13. Hettstadt 14. Holzkirchen 15. Kirchheim 16. Kist 17. Kleinrinderfeld 18. Kürnach 19. Leinach 20. Margetshöchheim 21. Oberpleichfeld 22. Prosselsheim 23. Riedenheim 24. Rottendorf 25. Sonderhofen 26. Tauberrettersheim 27. Theilheim 28. Thüngersheim 29. Uettingen 30. Unterpleichfeld 31. Veitshöchheim 32. Waldbrunn 33. Waldbüttelbrunn | közigazgatási közösségek 1. Aub (Aub, Gelchsheim és Sonderhofen) 2. Bergtheim (Bergtheim és Oberpleichfeld) 3. Eibelstadt (Eibelstadt, Frickenhausen am Main, Sommerhausen és Winterhausen) 4. Estenfeld (Eisenheim, Estenfeld és Prosselsheim) 5. Giebelstadt (Bütthard és Giebelstadt) 6. Helmstadt (Helmstadt, Remlingen, Holzkirchen és Uettingen) 7. Hettstadt (Greußenheim és Hettstadt) 8. Kirchheim (Geroldshausen és Kirchheim) 9. Kist (Altertheim és Kist) 10. Margetshöchheim (Erlabrunn és Margetshöchheim) 11. Röttingen (Röttingen, Bieberehren, Riedenheim és Tauberrettersheim) |